# 張綱 (天順進士)
張綱（1427年—？），字秉常，廣東潮州府程鄉縣人，明朝政治人物，進士出身。

## 生平
廣東鄉試第五十名舉人，天順元年（1457年）中式丁丑科會試第一百三十五名，三甲第九十五名進士。曾祖張仁；祖父張安，縣丞；父張文寶，進士。